# Malagrone
La Malagrone est un cours d'eau français de Vaucluse, affluent de la Mède et donc sous-affluent du Rhône. Il prend sa source au pied de la Combe de Milan, à Bedoin.

## Affluents
Torrent du pié Blanc (5,1 km)

## Villes traversées
- Bedoin
- Caromb[1]